# Giovanni Canestri
Giovanni Canestri (Castelspina, Piamonte; 30 de septiembre de 1918-Roma, 29 de abril de 2015) fue un cardenal italiano, arzobispo emérito de Génova.

## Biografía

### Sacerdocio
Fue ordenado sacerdote el 12 de abril de 1941 y comenzó su ministerio pastoral en Roma. En agosto de 1959 fue nombrado director espiritual del Pontificio Seminario Mayor Romano y fue miembro de la comisión para el primer sínodo diocesano de Roma. También trabajó como examinador apostólico del clero. 

### Episcopado
El 8 de julio de 1961, el  Papa Juan XXIII lo nombró Obispo Titular de Tenedo y Obispo Auxiliar de la Diócesis de Roma. Recibió la Consagración Epsicopal el 30 de julio de 1961, por Mons. Luigi Traglia, Arzobispo Titular de Cesarea y Vicegerente de la Diócesis de Roma. Participó en las congregaciones generales del Concilio Vaticano II sobre los temas del ecumenismo y la libertad religiosa. 
El 7 de enero de 1971, el Papa Pablo VI lo nombró XXXVII Obispo de la Diócesis de Tortona. 
El 8 de febrero de 1975, el Papa Pablo VI lo nombró II Obispo de la Diócesis de Monterano, Arzobispo ad personam, y Vicegerente de Roma. Durante este tiempo dedicó sus esfuerzos al crecimiento y desarrollo de la comunidad, en defensa de los valores de la persona humana, especialmente el valor de la vida. 
El 22 de marzo de 1984 fue nombrado Arzobispo de Cagliari por el papa Juan Pablo II.
El 6 de julio de 1987, el Papa Juan Pablo II lo nombró II Arzobispo Metropolitano de la Arquidiócesis de Génova-Bobbio. El 16 de septiembre de 1989, se convirtió en el I Arzobispo Metropolitano de la Arquidiócesis de Génova, tras haber sido renombrada la sede episcopal. Fue arzobispo emérito de Génova desde el 20 de abril de 1995 tras presentar la renuncia al Papa Juan Pablo II alegando motivos de edad.  

### Cardenalato
Fue creado y proclamado Cardenal por Juan Pablo II en el consistorio del 28 de junio de 1988 con el título de San Andrés del Valle.

### Fallecimiento
El Cardenal Giovanni Canestri falleció el 20 de abril de 2015, a los 96 años de edad, durante el pontificado del argentino Francisco. Su cuerpo descansa en la Catedral de Génova, en la Capilla de San Lorenzo.